# 14596 Bergstralh
14596 Bergstralh este un asteroid din centura principală de asteroizi.

## Descriere
14596 Bergstralh este un asteroid din centura principală de asteroizi. A fost descoperit pe 16 septembrie 1998 la Stația Anderson Mesa în cadrul programului LONEOS. Asteroidul prezintă o orbită caracterizată de o semiaxă mare de 2,38 ua, o excentricitate de 0,22 și o înclinație de 9,1° în raport cu ecliptica.